# Casper és Wendy
A Casper és Wendy / Casper és Wendy találkozása (eredeti címén Casper Meets Wendy) amerikai vegyes technikájú film, amely Seymour Reit és Joe Oriolo: Casper a barátságos szellem című képregényein alapuló első élőszereplős-animációs film, valós és számítógéppel készült hátterek kombinálásával. A mozifilmet 1998-ban mutatták be. A forgatókönyvet Jymn Magon írta, Sean McNamara rendezte, a zenéjét Udi Harpaz szerezte, a producer Mike Elliott. A főszereplői Hilary Duff, George Hamilton, Teri Garr, Cathy Moriarty, Shelley Duvall, Jeremy Foley és Ricky Luna. A The Harvey Entertainment Company és a Saban Entertainment készítette, a 20th Century Fox Home Entertainment forgalmazta.
Amerikában 1998. szeptember 22-én mutatták be, Magyarországon pedig az év október 8-án.

## Szereposztás
| Szereplő                       | Színész / Eredeti hang | Magyar hang                   | Magyar hang                   |
| Szereplő                       | Színész / Eredeti hang | 1. magyar szinkron (Intercom) | 2. magyar szinkron (Fox Kids) |
| ------------------------------ | ---------------------- | ----------------------------- | ----------------------------- |
| Casper                         | Jeremy Foley           | Szalay Csongor                | Jelinek Márk                  |
| Wendy                          | Hilary Duff            | Csuha Bori                    | Kántor Kitty                  |
| Stretch                        | Jim Ward               | Kassai Károly                 | Németh Gábor                  |
| Stinkie                        | Bill Farmer            | Szokol Péter                  | Kassai Károly                 |
| Fatso                          | Jess Harnell           | Papp János                    | Koroknay Géza                 |
| Gerty                          | Cathy Moriarty         | ?                             | Andresz Kati                  |
| Gabby                          | Shelley Duvall         | Pálos Zsuzsa                  | Spilák Klára                  |
| Fanny                          | Teri Garr              | ?                             | Antal Olga                    |
| Desmond Spellman               | George Hamilton        | Szersén Gyula                 | Reviczky Gábor                |
| Jules                          | Richard Moll           | ?                             | Mikula Sándor                 |
| Vincent                        | Vincent Schiavelli     | ?                             | Besenczi Árpád                |
| Az orákulum                    | Pauly Shore            | Galambos Péter                | Markovics Tamás               |
| Josh Jackman                   | Blake Foster           | ?                             | Vági Zsolt                    |
| Logan                          | Logan Robbins          | ?                             | ?                             |
| Spike (Stretch emberi alakban) | Michael McDonald       | ?                             | Hegedüs Miklós                |
| Phil (Fatso emberi alakban)    | Travis McKenna         | ?                             | ?                             |
| Vinne (Stinkie emberi alakban) | Patrick Richwood       | Minárovits Péter              | Sörös Miklós                  |
| Kefehajú srác                  | Casper Van Dien        | ?                             | Sörös Miklós                  |
| Közvetítő a baseball meccsen   | Alan Thicke            | ?                             | Imre István                   |
| Ügyvéd                         | Ben Stein              | ?                             | Vizy György                   |
| Wendy seprűje                  | Sean McNamara          | ?                             | ?                             |
| Larry Tallby                   | Rodger Halston         | Háda János                    | Kossuth Gábor                 |
| Séf                            | Billy Burnette         | ?                             | Csuha Lajos                   |
| Pincér                         | John Rizzi             | ?                             | Bodrogi Attila                |
| Kecskévé változó hölgy         | ?                      | ?                             | Illyés Mari                   |

- További magyar hangok (2. szinkronban): Juhász Zoltán, Pethes Csaba, Talmács Márta

## Televíziós megjelenések
- 1. magyar szinkron: RTL Klub
- 2. magyar szinkron: Fox Kids/Jetix/Disney Channel